# Tamba (Hyōgo)
Pour les articles homonymes, voir Tamba.
Tamba (丹波市, Tamba-shi) est une ville située dans la préfecture de Hyōgo, au Japon.

## Géographie

### Situation
Tamba est située dans le nord-est de la préfecture de Hyōgo.

### Démographie
En avril 2023, la population de Tamba était de 61 364 habitants, répartis sur une superficie de 493,21 km2.

### Hydrographie
La ville est traversée par le fleuve Kako.

## Histoire
Le 1er novembre 2004, la ville de Tamba a été créée de la fusion de l'ensemble des bourgs de l'ancien district de Hikami : Aogaki, Ichijima, Kaibara, Kasuga, Sannan et Hikami.

## Transports
La ville est desservie par les lignes Kakogawa et Fukuchiyama de la JR West.

## Jumelage
Tamba est jumelée avec :
- Auburn (États-Unis),
- Kent (États-Unis).